# Alexander William Campbell

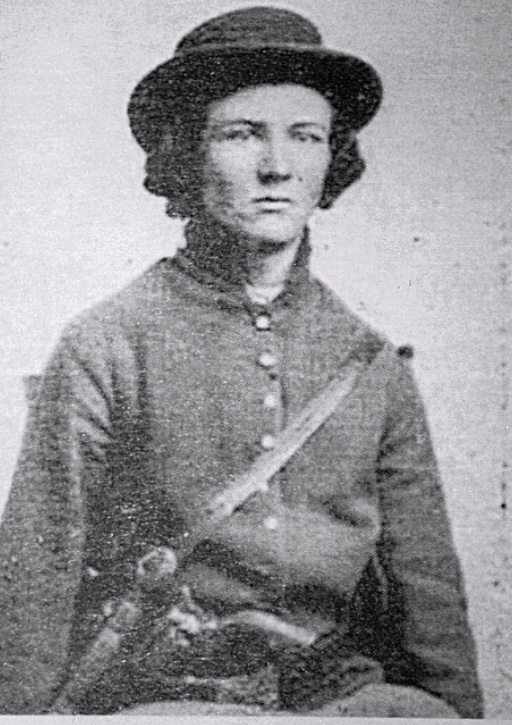
Alexander William Campbell

Alexander William Campbell (* 4. Juni 1828 in Nashville, Tennessee; † 13. Juni 1893 in Jackson, Tennessee) war ein Brigadegeneral der Armee der Konföderierten Staaten von Amerika im Sezessionskrieg.

## Leben
Seine Ausbildung absolvierte Campbell am West Tennessee College und der Lebanon Law School. Während seiner Tätigkeit als Anwalt wurde er ein Partner Howell Edmunds Jacksons, eines ehemaligen Richter am Supreme Court.
Nach Ausbruch des Bürgerkrieges diente Alexander Campbell zunächst als einfacher Soldat, wurde jedoch schnell zum Major befördert. Wenig später wurde er Colonel des 33. Tennessee-Regiments. In der Schlacht von Shiloh schwer verwundet, brauchte Campbell einige Monate zur Genesung. Nach Wiedereintritt in die Armee diente er unter General Leonidas Polk als Adjutant und Generalinspektor. In dieser Funktion geriet Alexander William Campbell im Juli 1863 bei Lexington in Kriegsgefangenschaft. Nach einem Gefangenenaustausch diente Campbell ab dem 18. Februar 1865 als amtierender Generalinspektor im Korps Nathan Bedford Forrests. Einige Tage später erhielt er das Kommando über eine Brigade dieses Armeekorps. Die Bestätigung seiner Beförderung erfolgte am 1. März 1865. Sein Kommando behielt er bis zur Kapitulation der Südstaaten bei.
Campbell kehrte in den Anwaltsberuf zurück. Daneben engagierte er sich politisch und scheiterte 1880 als einer der Kandidaten bei der Nominierung zu den Gouverneurswahlen in Tennessee für die Demokraten.